# ペペ・ブランド
ホセ・"ペペ"・ゴンサレス・ブランド（José "Pepe" González Brand、1900年2月12日 - 1971年7月1日）は、スペイン・セビリア出身の元サッカー選手、元サッカー指導者。ポジションはFW。

## 略歴
18歳でセビージャFCのトップチームデビューを飾り、13シーズンを同クラブで過ごして現役を引退した。1938年からセビージャの監督を務め、2度のアンダルシア州リーグ制覇、1939年にはコパ・デル・レイ優勝を成し遂げた。1939-40シーズンにはセビージャをスペイントップリーグ準優勝に導いている。